# Tsubota Jōji
Tsubota Jōji (japanisch 坪田 譲治; * 3. März 1890 in der Präfektur Okayama; † 7. Juli 1982) war ein japanischer Kinderbuchautor.

## Leben
Tsubota Jōji studierte englische Literatur an der Waseda-Universität und war in der Folge Schüler des Jugendbuchautors Ogawa Mimei. Er begann in den 20er Jahren Kindergeschichten zu schreiben und fand Beachtung mit einer Sammlung von Kindergeschichten unter dem Titel Shōta no uma – Shōtas Pferd. Der Durchbruch gelang ihm allerdings erst ab 1936 mit seiner Kindergeschichte Obake no sekai.
Tsubota wurde 1955 mit dem Preis der Japanischen Akademie der Künste ausgezeichnet und wurde 1964 Mitglied der Akademie. Für die Gesamtausgabe der Märchen von Niimi Nankichi wurde er 1960 mit dem Mainichi-Kulturpreis ausgezeichnet. 1973 wurde er mit dem Asahi-Preis für sein Gesamtwerk ausgezeichnet, und 1974 erhielt er den Noma-Kinderliteraturpreis für das Buch Nezumi no ibiki (ねずみのいびき, Das Schnarchen der Maus).

## Werke
- Kateiyō jidogeki (1922) – (Kinderdramen für zuhause)
- Mahō (1935) – (Magie / Zauberei)
- Obake no sekai (1935) – (Die Welt der Gespenster)
- Kaki to jinshichi (1964) – (dt. Der alte Jinshichi, 1969)
- Kaze no naka no kodomo (1936) – (Kinder im Wind, engl. Children in the wind)
- Momotarō – (Momotaro)